# Yasmine Belkaid
Yasmine Belkaid (Alger, 1968) és una immunòloga i microbiòloga algeriana, investigadora principal de l'Institut Nacional d'Al·lèrgies i Malalties Infeccioses (NIAID), així com professora adjunta de la Universitat de Pennsilvània. Coneguda pel seu treball en l'estudi de les interaccions entre l'hoste i els microbis en els teixits i els seus descobriments sobre els factors que controlen la regulació immunològica dels microbis, exerceix des del 2014 com a directora del programa de microbiota de l'NIAID. Després d'un procés de selecció iniciat el juny de 2021, el 29 de març de 2023 Belkaid va ser nomenada directora general de l'Institut Pasteur, per prendre possessió del càrrec el gener de 2024.

## Biografia
Belkaid va néixer i va créixer a Alger, la capital d'Algèria. Es va llicenciar en Ciències i va assolir un màster en Bioquímica a la Universitat de Ciències i Tecnologia Houari Boumédiène. Després es va traslladar a França on va aconseguir una diplomatura d'Estudis Avançats a la Universitat de París Sud, i es va doctorar el 1996 en Immunologia a l'Institut Pasteur, on va estudiar les respostes immunitàries innates a la infecció per leishmaniosi. Després dels estudis de postgrau, es va establir als Estats Units per realitzar una beca postdoctoral al laboratori de Malalties Parasitàries de l'Institut Nacional d'Al·lèrgies i Malalties Infeccioses (NIAID, per les seves inicials en anglès). El 2002, es va unir als docents de la Divisió d'Immunologia Molecular del Centre Mèdic de l'Hospital Infantil de Cincinnati abans de tornar al NIAID el 2005 com a investigadora de seguiment en el Laboratori de Malalties Parasitàries. El 2008 va ser nomenada professora adjunta de Patologia i Medicina de Laboratori a la Universitat de Pennsilvània i el 2014 directora del programa de microbiota de l'NIAID.
Belkaid ha estat reconeguda per les seves investigacions amb la Medalla d'Or de la Unió Internacional de Bioquímica i Biologia Molecular (2013), el premi Sanofi Pasteur (2016) i el premi Emil von Behring (2017). És membre electe de l'Acadèmia Americana de Microbiologia (2016) i de l'Acadèmia Nacional de Ciències dels Estats Units (2017).

## Recerca
El grup de recerca de Belkaid treballa per comprendre els mecanismes subjacents a les interaccions entre l'hoste i els microbis en el tracte gastrointestinal i la pell, que són punts de barrera natural entre el funcionament intern de l'hoste i el seu entorn extern. Específicament, l'equip investiga el paper que exerceix la microbiota en la estimulació de la immunitat contra la infecció per microorganismes patògens. Tot i que sovint es pensa que els microbis són agents infecciosos nocius, el seu treball ha contribuït a la comprensió del paper que exerceix la microbiota en la immunitat, una relació beneficiosa coneguda com a comensalisme, en la qual l'hoste es beneficia realment dels microorganismes que viuen d'ell, al seu interior. Una manera com els microbis protegeixen dels patògens nocius és competint per l'espai dins del cos, fet que evita que els invasors més nocius s'hi instal·lin. El grup ha contribuït encara més a entendre com el sistema immunitari de l'hoste pot distingir entre els microbis beneficiosos i els nocius.
El grup de Belkaid va descobrir que certs microbis de la pell tenen un paper important en la defensa immunitària. Aquests microbis comensals interaccionen amb les cèl·lules immunitàries de la pell i els permeten produir una determinada molècula de senyalització cel·lular necessària per a protegir-se contra els microbis nocius. Van fer aquest experiment utilitzant ratolins que no tenien microbis naturals en la pell o a l'intestí, de manera que podien colonitzar-los amb una sola soca de bacteris «bons». Després van infectar els ratolins colonitzats i lliures de bacteris amb un paràsit i van descobrir que els que no tenien els bacteris bons eren incapaços de lluitar contra el paràsit, mentre que els que tenien aquests bacteris tenien una resposta immunitària eficaç. El seu equip també ha descobert, en ratolins, que els bacteris beneficiosos que viuen a la superfície de la pell poden accelerar la cicatrització de les ferides.
El grup de Belkaid també estudia el que passa quan es donen desequilibris en el nostre microbioma. Un cert nombre de malalties són causades pel nostre sistema immunitari quan li manca energia. Donat el rol que exerceix el microbioma en la immunitat de l'hoste, Belkaid ha tingut un paper fonamental en l'avanç de la nostra comprensió de com els canvis en la microbiota poden contribuir a la malaltia, en particular les malalties inflamatòries cròniques com la malaltia de Crohn i la psoriasi. Els canvis en la dieta i l'ús d'antibiòtics han alterat la composició de la microbiota humana i poden haver exercit un paper important en l'augment de la prevalença de certes malalties inflamatòries cròniques.